# Astrid Uhrenholdtová Jacobsenová
Astrid Uhrenholdtová Jacobsenová (* 22. ledna 1987 Trondheim) je norská bývalá běžkyně na lyžích. Její nejsilnější disciplínou byl sprint. Je olympijskou vítězkou a trojnásobnou mistryní světa. Hájila barvy lyžařského klubu IL Heming. Jezdila na lyžích Rossignol.

## Sportovní kariéra
Po dvou zlatých medailích z juniorského mistrovství světa 2006 se již ve dvaceti letech stala na mistrovství světa v severském lyžování 2007 v Sapporu mistryní světa v kategorii dospělých. V červenci 2009 bourala na kole a zlomila si čelist, loket a obratle, což poznamenalo její výsledky v celé olympijské sezóně. Na olympiádě ve Vancouveru pak byla nominována pouze ve sprintu, v němž vybojovala 7. místo. Před startem na olympiádě v Soči 2014 byla zasažena nečekanou smrtí svého bratra Sten Anders Jacobsena, který zemřel 7. února 2014. V následující sezóně po sportovní stránce zažila ústup ze slávy a vypadla z prvního týmu norské reprezentace – dokázala zvítězit pouze v závodu Světového poháru v ruském Rybinsku (23. ledna 2015), kde norský A-tým v čele s Marit Björgenovou nestartoval. V roce 2018 byla součástí norského týmu, který získal olympijské zlato ve štafetě v Pchjongčchangu.
V dubnu 2020 ohlásila konec kariéry, aby se mohla více soustředit na dokončení studia medicíny. Byla také televizní expertkou NRK a předsedkyně norské komise sportovců MOV. V roce 2022 zveřejnila svou lesbickou orientaci. V květnu 2024 oznámila, že je těhotná a narození dítěte očekává společně se svou partnerkou Ingeborg Djupnesovou.

## Největší úspěchy
- Mistrovství světa:
  - 2007: 1. místo ve sprintu, 3. místo v týmovém sprintu (s Marit Bjørgenovou) a ve štafetě (s Vibeke Skofterudovou, Marit Bjørgenovou a Kristin Størmer Steiraovou)
  - 2011: 3. místo ve týmovém sprintu (s Maiken Caspersenovou Fallaovou)

- Světový pohár:
  - 2007/2008: 15. prosince v Rybinsku dosáhla svého prvního individuálního vítězství v závodě SP

## Galerie

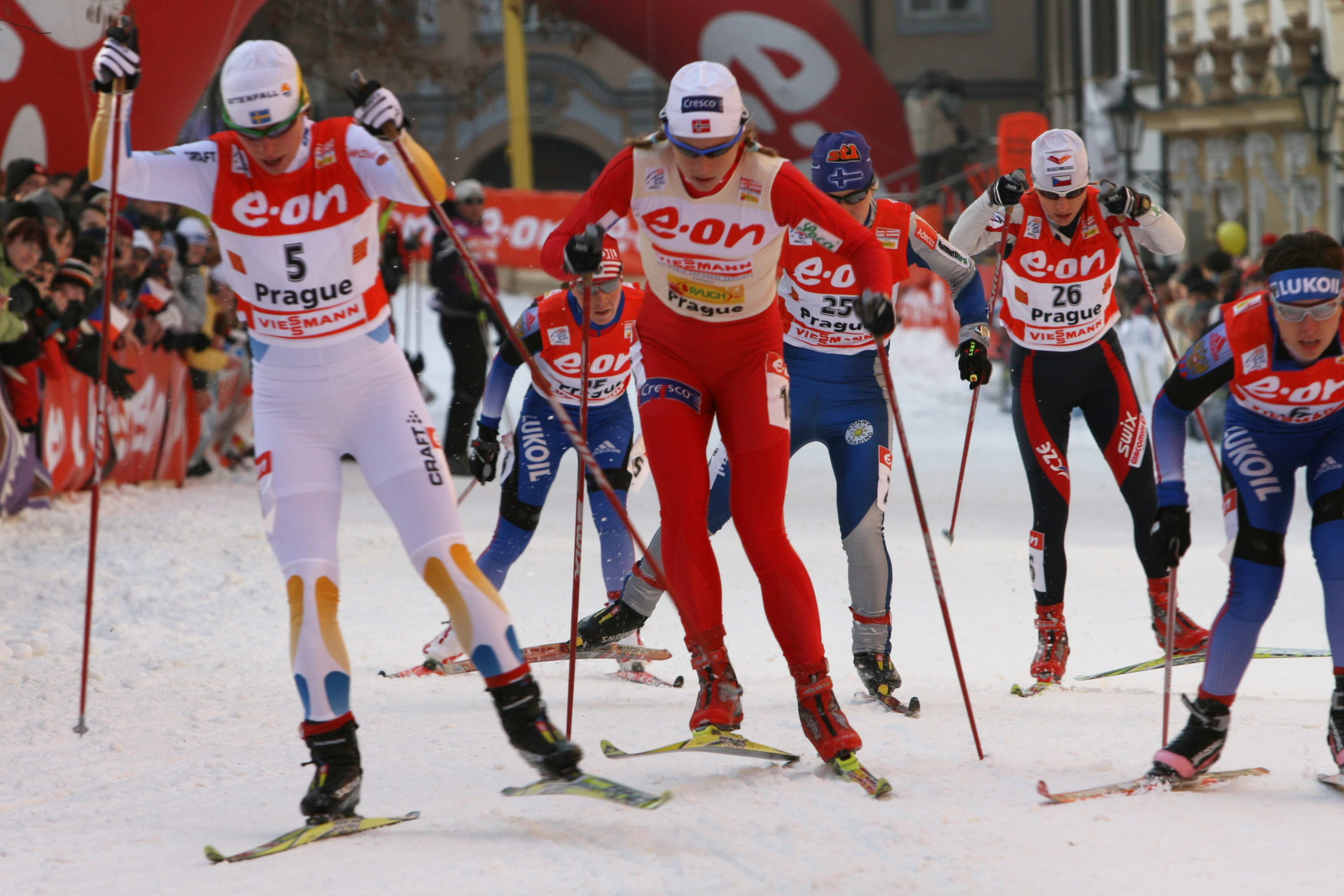
Astrid Jacobsen (bez čísla uprostřed) na pražském závodě Zlatá lyže v prosinci 2007